# Hendrik XXVI van Schwarzburg
Hendrik XXXIV (ca. 1418 - 13 januari 1488) was regerend graaf van Schwarzburg uit de linie Schwarzburg-Blankenburg. Van 1444 tot zijn dood regeerde hij over Schwarzburg-Blankenburg. Hij werd opgevolgd door zijn oudste zoon Günther XXXVI.

## Biografie
Als enige zoon volgde Hendrik XXXIV zijn vader, Hendrik XXIV de Strijdbare, na diens dood in 1444 op als graaf van Schwarzburg-Blankenburg. Twee jaar later, in 1446 brak in Thüringen en Saksen de Saksische Broederoorlog uit tussen keurvorst Frederik II van Saksen en diens jongere broer, hertog Willem de Dappere. Tijdens deze oorlog streed Hendrik mee aan de zijde van hertog Willem. Daarnaast ontstond in 1447 een gewapend conflict over de erfopvolging in het graafschap Schwarzburg-Wachsenburg: de Schwarzburgische Hauskrieg. De twee conflicten raakten direct met elkaar verweven.
Günther XXXII, de laatste graaf van Schwarzburg-Wachsenburg, had geen mannelijke erfgenamen. Volgens verschillende erfverdragen zouden zijn gebieden aan Hendrik XXXIV van Schwarzburg-Blankenburg en Hendrik XXXV van Schwarzburg-Leutenberg vallen. Günther XXXII probeerde echter zijn twee schoonzoons tot zijn erfgenamen te benoemen. Hendrik XXXIV protesteerde hiertegen. Omdat zijn schoonszoons zelf niet machtig genoeg waren om zich tegen Hendrik te kunnen verzetten, besloot Günther XXXII zijn gebieden in 1448 aan keurvorst Frederik II van Saksen te verkopen. Frederik II nam het kleine graafschap direct in bezit en liet zich door de inwoners als nieuwe heer huldigen. Hendrik XXXIV ging de strijd aan met Saksische troepen, waarbij hij steun kreeg van hertog Willem de Dappere en Hendrik XXXV van Leutenburg. Tijdens de oorlog werden rond de 60 dorpen en steden geplunderd en platgebrand, waaronder Gera, Königsee en Stadtilm. Op 30 juni 1450 sloeg Frederik II het beleg voor Stadtilm, dat door Hendrik verdedigd werd. Toen Hendrik en de burgers van de stad na drie weken zich niet overgeven, moest Frederik II het beleg opgeven. Ondertussen was Günther XXXII in februari 1450 al overleden.
Op 27 januari 1451 sloten Willem de Dappere en Frederik II vrede in de Adbij van Pforta bij Naumburg. Er kwam een einde aan zowel de Saksische Broederoorlog als de Schwarzburgische Hauskrieg. Het graafschap Schwarzburg-Wachsenburg viel aan Hendrik XXXIV en Hendrik XXXV van Leutenburg, die het gebied samen zouden besturen. Ieder kreeg de helft van de opbrengsten.
In 1446 kocht Hendrik de Käfernburg van hertog Willem en de heerlijkheid Wiehe van de graaf van Beichlingen en ridder Hermann von Harras. Hendrik verkocht de heerlijkheid Wiehe in 1451 aan Dietrich van Werthern, maar hij bleef wel leenheer van het gebied. In 1467 beleende hertog Willem Hendrik met Käfernburg, dat zo een erfelijk bezit van de graven van Schwarzburg werd.
Als streng gelovig man zette Hendrik XXVI zich in voor hervormingen in het kloosterwezen. Voor de hervorming van het nonnenklooster in Frankenhausen kreeg hij hulp van de aartsbisschop van Maagdenburg.
Hendrik overleed in 1488 en werd begraven in de Liebfrauenkirche in Arnstadt.

## Huwelijk en kinderen
Hendrik XXVI trouwde in 1434 met Elisabeth (1420-1488), een dochter van hertog Adolf II van Kleef. Hendrik en Elisabeth kregen elf kinderen, van wie er acht volwassen werden:
- Günther XXXVI de Oudere (1439-1503), graaf van Schwarzburg-Blankenburg (1488-1493)
- Hendrik XXVII (1440-1496), aartsbisschop van Bremen (1463-1496) en bisschop van Münster (1465-1496)
- Catharina (1442-1484), getrouwd met Burchard VII van Mansfeld (1434-1460) en met Siegmund van Gleichen-Tonna (ca. 1422-1494)
- Günther (1443)
- Hendrik XXVIII (1445-1481)
- Günther XXXVIII de Middelste (1450-1484)
- Hendrik XXIX (1452-1499)
- Günther XXXIX de Jongere (1455-1531), graaf van Schwarzburg-Blankenburg (1493-1513), graaf van het Oberherrschaft (1513-1533)
- Hendrik XXX (1456-1505)
- Maria (1458)
- Maria (1459)